# Eupropacris uniformis
Eupropacris uniformis är en insektsart som beskrevs av Willy Adolf Theodor Ramme 1929. Eupropacris uniformis ingår i släktet Eupropacris och familjen gräshoppor. Inga underarter finns listade i Catalogue of Life.